# Harry Reynolds (cyclisme)
Pour les articles homonymes, voir Harry Reynolds et Reynolds.
Richard Henry "Harry" Reynolds, né le 14 décembre 1874 à Balbriggan et mort le 16 juillet 1940 dans la même ville, est un coureur cycliste sur piste irlandais. Reynolds est le premier champion du monde cycliste irlandais de l'histoire.

## Biographie
Harry Reynolds est le fils aîné de Julia et Robert Reynolds, bonnetier. Ses deux parents décèdent alors qu'il est encore jeune, et les enfants sont élevés par leurs proches. À 18 ans, Harry se passionne pour le cyclisme et rejoint le club cycliste local des Wanderers avec deux de ses jeunes frères, Bob et Jack. Il s'entraîne en faisant des courses avec le train à vapeur de Balbriggan à Skerries, et il aurait même gagné un pari en remontant une colline à reculons sur un vélo à pignon fixe.
En 1894, il remporte une course scratch à Dublin, un handicap sur 3 miles, la course scratch à Dundalk et le championnat d'Irlande sur 10 miles. En 1895, Reynolds remporte les championnats d'Irlande des 5 et 50 miles et décide de tenter sa chance en Angleterre. Cet été là, il participe et remporte haut la main la Surrey 100 Guineas Cup, au Kennington Oval, à Londres, sur une distance de 10 miles,,.
En août 1896, l'ICA (Irish Cycling Association) décide de l'envoyer concourir aux championnats du monde de cyclisme amateur à Copenhague ; il devient champion du monde de vitesse amateur au vélodrome d'Ordrup,. Lors de la cérémonie de remise des prix, présidée par le roi du Danemark Christian IX, les animateurs hissent « L'Union Jack » britannique et jouent l'hymne national britannique « God Save the Queen ». Reynolds proteste avec colère et dit qu'il est irlandais, un drapeau vert est hissé et une chanson irlandaise est jouée. Alors qu'il doit arriver en Irlande par bateau, environ 150 000 personnes sont venues à  Dún Laoghaire, accueillir Reynolds, qui a raté le bateau. Lorsqu'il arrive quelques jours plus tard, toute la circulation est paralysée car les rues sont remplies de gens qui l'acclament,,. En octobre, il match contre Paul Bourillon, le champion du monde professionnels.
L'année suivante, il termine troisième aux Championnats du monde sur piste à Glasgow. Harry Reynolds devient ensuite professionnel et court dans toute l'Europe, aux États-Unis, en Australie, et en Nouvelle-Zélande.
En décembre 1899, Reynolds reçoit un hommage de la Royal Humane Society (en) pour ses efforts pour sauver un nageur en difficulté près des Black Rocks à Balbriggan. Il ouvre un magasin de cycles à Dublin en 1900 et reprend  la compétition cycliste en 1906. Réadmis comme amateur en 1907, il participe à plusieurs compétitions en Irlande et aux États-Unis.
En 1907, il participe à la course des Six Jours à New York avec l'Anglais Jimmy Benyon. Lors d'un relais, tous deux tombent lourdement et doivent abandonner la course,.
En 1908, il participe à un "Grand Prix cycliste" sur home-trainer à L'Apollo.
Son commerce fait faillite en 1910.
Reynolds confie sa médaille du Championnat du Monde à un ami de Balbriggan. En 1920, pendant la guerre d'indépendance irlandaise, la ville est incendiée par les Black and Tans, un groupe paramilitaire pro-britannique, et la médaille est perdue.
Le Harry Reynolds Memorial a lieu chaque année à Balbriggan. Une plaque commémorative est apposée sur sa maison natale et une rue porte son nom. Son frère cadet Bob Reynolds est également sportif, remportant plusieurs titres de champion d'Irlande de cyclisme et jouant comme gardien de but pour l'équipe nationale irlandaise de football.
Il est enterré dans le cimetière de Balrothery, au sud de Balbriggan.

## Palmarès sur piste

### Championnats du monde
- Copenhague 1896
  -  Champion du monde de vitesse amateurs

- Glasgow 1897
  -  Médaillé de bronze de vitesse amateur

### Championnats nationaux
- Champion d'Irlande : 1894 sur 10 miles , 1895 sur cinq et sur 50 miles